# Marie Moen Preus
Marie Moen Preus (Oslo, 27 agosto 2008) è una calciatrice norvegese, attaccante del Vålerenga e della nazionale norvegese under 17.
Considerata tra i talenti emergerti nel calcio femminile del paese scandinavo, è stata tra le artefici del ritorno in Toppserien del Kolbotn per poi esordire non ancora sedicenne nella massima serie norvegese ricordando l'inizio della carriera di Ada Hegerberg.

## Carriera

### Club
Preus si avvicina al calcio fin da giovanissima, iniziando a giocare con i compagni di scuola dall'età di sei anni. Dopo aver praticato in contemporanea anche lo sci di fondo decide di concentrarsi solo sul calcio quando gli impegni in questa disciplina diventano più pressanti. Tesseratasi con il Kristelig Forening for Unge Menn-Kameratene (KFUM), società polisportiva con sede nella natia Oslo tra le più antiche del paese scandinavo e parte dell'organizzazione cristiana ecumenica YMCA, si mette velocemente in luce per la sua capacità realizzativa, siglando 113 reti tra le categorie under 13 e under 17.
Contattata dal Kolbotn, dove raggiunge il suo allenatore dei tempi della scuola, nell'aprile 2023 firma un accordo con il club della cittadina della municipalità di Nordre Follo venendo inserita in rosa, a 15 anni ancora da compiere, sia nella squadra riserve che disputa la 3. divisjon che in prima squadra, iscritta questa in 1. divisjon, rispettivamente quarto e secondo livello del campionato norvegese di categoria. Pur rimanendo in organico con il Kolbotn 2, dove segna 13 gol in 9 partite, le presenze sua e della quasi coetanea (ottobre 2006) Martine Trollsås Fenger in prima squadra diventano fondamentali per l'incremento della competitività riuscendo a riconquistare la promozione in Toppserien dopo un solo anno in cadetteria. In quella sua prima stagione sotto la guida tecnica di Tresor Egholm marca, tra stagione regolare e play-off promozione, 17 presenze, siglando 7 reti, alle quali si sommano le due presenze in Coppa di Norvegia.
L'arrivo di Luke Torjussen sulla panchina della squadra non muta la fiducia nella giovane attaccante, la quale si rende protagonista di una seconda stagione ad alto livello, contribuendo alla salvezza della sua squadra grazie anche alle 10 reti, su 24 incontri di campionato, migliore marcatrice del Kolbotn e quinto posto, a pari merito con Amalie Vevle Eikeland per quell'anno nella classifica delle capocannoniere. Le prestazioni offerte la confermano tra i talenti emergerti nel calcio femminile norvegese, venendo segnalata tra le quattro calciatrici nella lista Årets gjennombrudd (rivelazione dall'anno) in Toppserien e selezionata per la "squadra dell'anno" nella stagione 2024 dall'emittente televisiva TV 2.
Il 3 gennaio 2025 viene annunciato il suo trasferimento alle campionesse in carica del Vålerenga, a seguito della firma di un contratto triennale con il club di Oslo.

### Nazionale
Preus inizia ad essere convocata dalla Federcalcio norvegese (Norges Fotballforbund - NFF) fin dal 2022, per indossare inizialmente la maglia della formazione under 14, passando nei due anni successivi alle giovanili di categoria superiore, giocando con queste solamente in amichevole. Nel 2025 viene aggregata alla under 17, inserita in rosa con la squadra che affronta la fase finale  dell'Europeo delle Fær Øer 2025, nel quale segna 5 reti, maggiore marcatrice del torneo UEFA, in 5 partite contribuendo a far raggiungere alla sua nazionale la finale, poi persa, con i Paesi Bassi.

## Palmarès

### Club
- Campionato norvegese femminile di seconda divisione: 1

Kolbotn: 2023

### Individuale
- Capocannoniere del campionato europeo femminile under 17: 1

2025 (5 reti)